# アメリカ議会図書館管理番号
アメリカ議会図書館管理番号（アメリカぎかいとしょかんかんりばんごう、英語: Library of Congress Control Number、LCCN）とはアメリカ議会図書館における番号付け目録レコードのシリアル方式ベースシステムである。本の内容に基いて付けられるわけではないので、アメリカ議会図書館分類表との混同に注意する必要がある。

## 歴史
LCCN番号付けシステムは1898年から使われており、LCCNはLibrary of Congress Card Numberの略である。また、他にLibrary of Congress Catalog Card Numberとも呼ばれていた。議会図書館は図書目録向けの書誌情報カードを用意したり、他の図書館が使用する為にカードの複製セットを売っている。中央集中型目録として知られており、カードの各セットには識別しやすくするためにシリアル番号が割り振られている。
ほとんどの書誌情報は現在電子的に作成、保存、他の図書館と共有されているが、未だに各単一的レコードを識別する必要があり、LCCNがそれを続けている。
世界中の司書はアメリカ合衆国内で出版されたほとんど本の目録化過程でこの単一的識別子を使用している。LCCNは正しい目録データ（目録レコード）に達することができるようにしていて、議会図書館や第三者がウェブや他のメディアで利用できるようにしている。
2008年2月、議会図書館は全てのLCCNの公式URLを提供するLCCNパーマリンクサービスを始めた。

## 形式
最も基本的な番号には西暦とシリアル番号が含まれている。1898年から2000年までは下2桁だったが、2001年からは4桁になっている。3つの曖昧な西暦（1898、1899、1900）はシリアル番号の桁数で区別している。また、7で始まる番号でも変則性があるが、これは1969年から1972年の間でチェックディジットを加える試みが失敗したことによる。
シリアル番号は6桁で、5桁以下の場合は先頭に0を埋めて6桁にする。任意で西暦とシリアル番号を分ける時にハイフンが使われる事が多いが、議会図書館は出版社にハイフンを使わないように指示している。